# Когда Билли побеждает Бобби
«Когда Билли побеждает Бобби» (англ. When Billie Beat Bobby) — американская телевизионная спортивная драма 2001 года, посвящённая событиям теннисной «Битвы полов» 1973 года между Билли Джин Кинг и Бобби Риггсом. Джейн Андерсон, выступившая как автор сценария и режиссёр, сняла фильм для телевизионной компании ABC, в заглавных ролях задействованы Холли Хантер и Рон Сильвер. Фильм претендовал на две премии «Эмми».

## Сюжет
Фильм начинается с кадров из детства Билли Джин Моффитт (в замужестве Кинг), снятых в тусклом цвете, имитирующем старые семейные записи. Девочка приходит к осознанию того факта, что родители не одобряют её участие в спортивных соревнованиях с мальчишками, а те в свою очередь не в восторге от того, что их побеждает девчонка. Затем действие переносится в начало 1970-х годов, «когда слово „феминизм“ ещё воспринималось как ругательство».
Билли Джин — одна из ведущих женщин-теннисисток, выигравшая Уимблдон и возглавляющая борьбу за равные призовые для женщин в теннисных турнирах. Бобби Риггс, наоборот, давно уже не в лучшей спортивной форме как игрок, но остаётся шумным хвастуном, активно себя рекламирующим и готовым держать пари по любому поводу. У Бобби рождается идея «Битвы полов» между ним самим и Кинг, но та отклоняет предложения, пока Риггсу не удаётся уговорить на участие в аналогичном матче другую ведущую теннисистку Маргарет Корт. После того, как Корт проигрывает Риггсу, у Билли Джин не остаётся выбора, и она соглашается на матч. Она осознаёт значение исхода игры для женского равноправия и понимает, что проигрыш может быть тяжёлым ударом для её дела. Она усиленно тренируется, а Бобби тем временем занимается саморекламой, зарабатывая деньги на предстоящей игре. Когда Билли кажется, что её доля в доходах будет ниже, сделка едва не расторгается. Однако когда наступает момент истины, она наносит Риггсу разгромное поражение. Авторы фильма показывают ажиотаж накануне и во время матча, давая широкую панораму реакции на него в разных американских семьях.

## В ролях
- Холли Хантер — Билли Джин Кинг
- Рон Сильвер — Бобби Риггс
- Мэтт Летчер — Ларри Кинг
- Боб Гантон — Джерри Перенчио
- Жаклин Маккензи — Маргарет Корт
- Элизабет Берридж — Розмари Казалс
- Винсент ван Паттен — Лорни Куле
- Кейтлин Мартин — Крис Эверт
- Джерри Беккер — Тед Тинлинг
- Кэтлин Гати — парикмахер Деби
- Кэли Роша — Конни
- Патрик Керр — Рео
- Фред Уиллард — Говард Коселл

## Съёмочная группа
- Режиссёр и автор сценария — Джейн Андерсон
- Продюсер — Дайана Керю
- Оператор — Пол Эллиотт
- Композитор — Брайан Кирк
- Кастинг — Молли Лопата
- Сценография — Нина Руссо
- Художник-постановщик — Фрэнсис Пецца
- Декоратор — Дональд Краффт
- Художник по костюмам — Хоуп Ханафин

## Критика
Фильм, показанный ABC 16 апреля 2001 года, получил положительные отзывы от критиков как сразу после выхода, так и позже, когда был издан на DVD. Рецензент журнала Variety Стивен Оксман отмечает комическое обаяние Бобби Риггса в исполнении Рона Сильвера, которому удалось сделать своего героя одновременно несносным и очаровательным. Работу Сильвера называет превосходной также сайт DVD Talk, чей рецензент Скотт Уайнберг высоко оценивает и Билли Джин Кинг в исполнении Холли Хантер. Уайнберг пишет, что Сильвер вызывает у зрителя сочувствие к своему герою, для которого «Битва полов» — последний шанс вернуть былую славу, но Хантер заставляет публику сочувствовать даже не своей героине, а её делу, используя для этого своё обаяние и доброжелательность. Именно эти качества также не дают фильму превратиться в грубую феминистическую агитку. Помогает этого избежать и здоровая доля иронии, с которой в фильме показаны как мужчины-сексисты, так и феминистки. Сайт The Movie Scene подчёркивает, что режиссёр Джейн Андерсон успешно поддерживает не только хороший темп развития сюжета, но и его некоторую легкомысленность, не позволяя фильму скатиться в социальную нравоучительность.
Критики отмечают, что историческая точность не входит в число ключевых характеристик фильма — в частности, Хантер намного красивей, чем Билли Джин даже в лучшие свои годы. Напротив, многие персонажи-мужчины, в том числе и Бобби Риггс, сознательно окарикатурены, не оставляя у зрителя сомнений в том, что он смотрит не докудраму, а комедию. Положительного отзыва в журнале Variety удостоились также оператор Пол Эллиот и исполнитель роли комментатора Говарда Коселла Фред Уиллард.

## Номинации
Список номинаций приводится согласно сайту IMDb:
- «Эмми» за лучшую женскую роль в мини-сериале или фильме — Холли Хантер
- «Эмми» за лучший кастинг в мини-сериале, фильме или специальном выпуске — Молли Лопата
- Премия Американского общества специалистов по кастингу за лучший кастинг в телефильме недели — Молли Лопата
- Премия Голливудской гильдии визажистов и художников по причёскам за лучший грим в историческом мини-сериале или телефильме недели — Патти Йорк, Марта Пресиадо
- Golden Reel Awards за лучший звукомонтаж в полнометражном телефильме: звуковые эффекты и шумы — Брэндон Уокер, Брэд Стивенсон
- Golden Reel Awards за лучший звукомонтаж в полнометражном телефильме: диалоги и дубляж — Брэндон Уокер, Энджи Паджек
- Премия Ассоциации онлайнового кино и телевидения за лучший художественный телевизионный фильм
- Премия Ассоциации онлайнового кино и телевидения за лучший сценарий художественного фильма или мини-сериала — Джейн Андерсон